# DH글로벌
주식회사 DH글로벌(영어: DH Global)은 대한민국의 생활가전을 제조 및 판매를 담당하는 기업이다.

## 계열사
- DH오토리드
- DH오토웨어
- DH정공